# Xafeísmo
Xafeísmo ou xafeíta (em árabe: شافعي Šāfiʿī ) é uma das quatro escolas de jurisprudência islâmica do sunismo. Foi fundada pelo estudioso árabe Axafii no início do século IX. As outras três escolas são: Hanafismo, Maliquismo e Hambalismo.
De acordo com a escola xafeíta as fontes primordiais de autoridade legal são o Alcorão e os hádices para a Xaria. Onde as passagens do Alcorão e hádices são ambíguas, a escola primeiro busca orientação na lei religiosa a partir do Ijma – o consenso dos sahaba (companheiros de Maomé). Não havendo consenso, a escola xafeíta se baseia na opinião individual (Ijtihad) dos companheiros de Maomé, por analogia.
A escola xafeíta foi, no início da história do islã, a ideologia mais seguida para a xaria. Porém, com a expansão e patrocínio do Império Otomano, ela foi substituída pela escola Hanafi em muitas partes do mundo muçulmano. Uma das muitas diferenças entre a escola xafeíta e a escola Hanafi, é que a escola xafeíta não considera as istihsan (preferências pessoais de juristas islâmicos) como uma fonte aceitável da lei religiosa, porque isso equivale a "legislação humana" da lei islâmica.
A escola xafeíta, atualmente, é predominantemente encontrada na Somália, Etiópia, no leste do Egito, nas regiões costeiras da África Oriental, Iêmem, regiões curdas do Oriente Médio, Palestina, Líbano, Indonésia, Malásia, Maldivas, algumas partes costeiras do Sri Lanca, Índia, Singapura, Mianmar, Tailândia, Brunei e Filipinas.